# Oude Pastorie (Nieuwenrode)

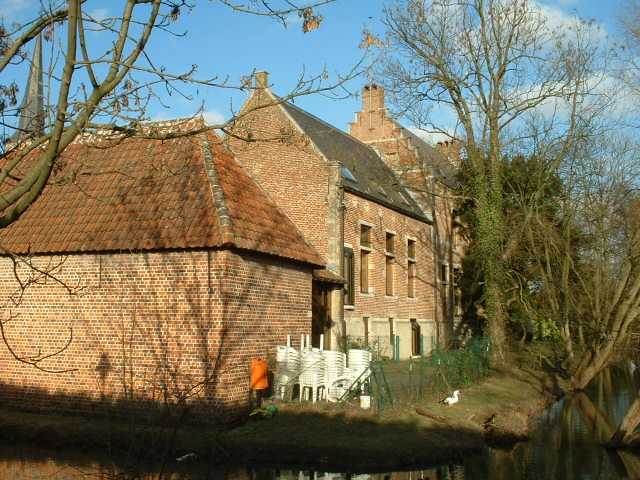
De Oude Pastorie in Nieuwenrode

De Oude Pastorie is een voormalige pastorie in Nieuwenrode in de Belgische provincie Vlaams-Brabant. De pastorie is ingeplant op de plaats waar van 1140 tot 1270 een norbertinessenklooster heeft gestaan. Dit klooster werd in 1140 door de Abdij van Grimbergen opgericht nadat het kapittel van Prémontré in 1137 beslist had dubbelkloosters te verbieden. Door een overeenkomst tussen de Berthouts en de heren van Wolvertem werden in Nieuwenrode de nodige gronden gevonden voor een afzonderlijk zusterklooster.
Het huidig gebouw werd ten tijde van abt Christophorus Outers in 1643-1647 gebouwd op de samenloop van de kleine Schriekbeek en de Bierbeek. Aan alle zijden was het door water beschermd. Het gebouw werd in 1682 vergroot in traditionele bak- en zandsteenstijl van de renaissance. Het jaartal is te vinden op de balk in de Berthoutszaal.
Het gebouw en het landschap zijn sinds 1976 beschermd. Het besluit kwam er nadat een deel van de pastorie in 1967 door brand zwaar was geteisterd. Sinds 1989 doet het gebouw dienst als cultureel centrum waar regelmatig tentoonstellingen en cursussen worden gehouden. Men kan het ook huren voor festiviteiten.